# Pampa (voleibolista)
André Felippe Falbo Ferreira, mais conhecido como Pampa (Recife, 24 de novembro de 1964 – São Paulo, 7 de junho de 2024), foi um voleibolista do Brasil.
Atuou pelo time da Pirelli. Integrante da Seleção Brasileira de Voleibol, obteve a medalha de ouro nos Jogos Olímpicos de Barcelona em 1992. Também participou da Olimpíada de Seul de 1988, onde a seleção ficou em 4º lugar.
Conquistou também a medalha de prata nos Jogos Pan-Americanos de 1991 em Havana, e a medalha de ouro na Liga Mundial de Voleibol de 1993 em São Paulo. Na Liga Mundial de 1995 realizou a cortada mais veloz já registrada, com 197 km/h.
Foi considerado o melhor atacante do Campeonato Italiano em 1995. Em 1988 recebeu o prêmio de melhor atleta do Brasil entre todas as modalidades concorrentes, concedido pelo COB (Comitê Olímpico Brasileiro).
Atuou pela Seleção Brasileira de Voleibol por nove anos. Jogou cinco Ligas Mundiais, dois Pan-Americanos, quatro Sul-Americanos, dois Mundiais, duas Copas do Mundo, duas Olimpíadas e um Top Four.
Foi eleito pela FIVB (Federação Internacional de Voleibol) como o melhor atacante brasileiro da Olimpíada de Seul em 1988.
No Japão, jogando pelo NEC, foi eleito o melhor saque do campeonato, melhor ataque e melhor jogador (Most Valuable Player, MVP ou Jogador Mais Valioso).
Após encerrar a carreira, trabalhou no Ministério do Esporte de 2000 a 2002, e foi secretário de Esportes da cidade de Suzano de 2007 a 2010. Foi secretário de Esportes em Campos dos Goytacazes de 2013 a junho de 2015. Em julho de 2015 assumiu a Superintendência Estadual de Esportes do Estado de Pernambuco - Novos Projetos, em Recife. Trabalhou no Parque Olímpico de 2017 a 2019. Estudou a partir de 2017 na Universidade Estácio de Sá, no Rio de Janeiro (Administração).

## Doença e morte
Pampa morreu em 7 de junho de 2024, aos 59 anos, em São Paulo.  Em 18 de abril daquele ano, o atleta precisou ser intubado na Unidade de Terapia Intensiva (UTI) do Hospital Beneficência Portuguesa depois de 35 dias internado. Estava em tratamento contra um linfoma de Hodgkin e apresentou complicações pulmonares causadas por reação à quimioterapia.